# Museus Arqueológicos de Istambul
Os Museus Arqueológicos de Istambul (em turco: İstanbul Arkeoloji Müzeleri) são o maior complexo museológico da Turquia, sendo dedicados à arte e cultura das civilizações antigas que floresceram especialmente na área de Istambul, mas também de outras regiões que em algum período pertenceram à órbita do Império Otomano ou que foram por ele influenciadas. Compreende três museus distintos: o Museu Arqueológico propriamente dito, o Museu de Antiguidades Orientais e o Museu do Pavilhão Azulejado.
O Museu Arqueológico foi criado como Museus Imperiais pelo artista e museólogo Osman Hamdi Bey no final do século XIX, sendo abertos ao público em 13 de junho de 1891. É atualmente um dos maiores museus do mundo em seu gênero, com um acervo que ultrapassa um milhão de itens oriundos de uma área que vai dos Bálcãs até a África, e da Anatólia até o Afeganistão.

## Museu Arqueológico

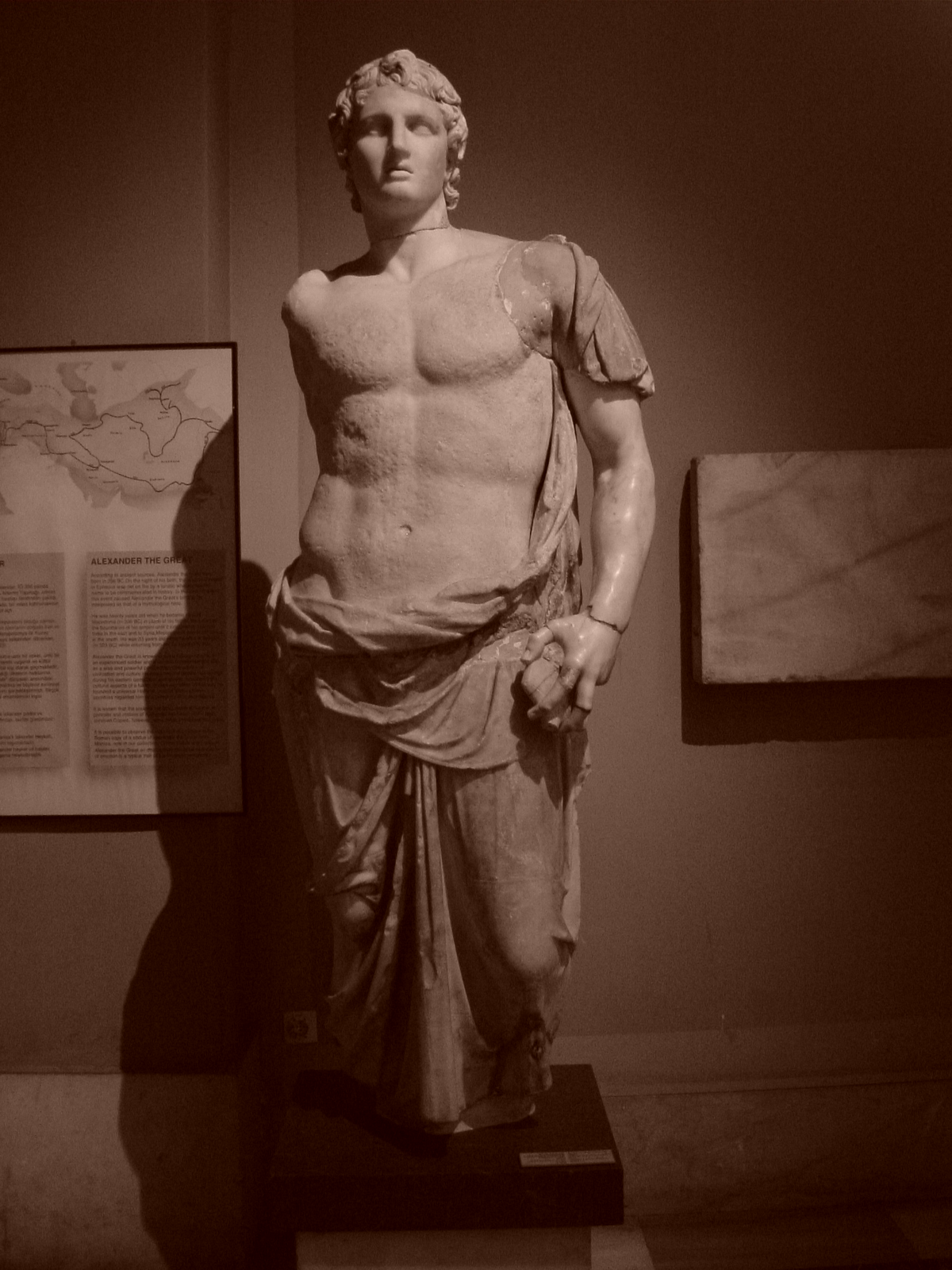
Estátua de Alexandre Magno

Está dividido em dois prédios. O principal, mais antigo, teve sua construção iniciada em 1881 e foi aumentado em 1902 e 1908, tendo sido projetado por Alexander Vallaury sobre modelos neoclássicos. O piso superior exibe peças de pequenas dimensões em pedra e cerâmica, e a seção do Tesouro, com cerca de 800 mil moedas, selos, condecorações e medalhas. Ali também está instalada a Biblioteca, cujo acervo chega a 75 mil volumes.
No térreo estão dispostas uma série de tumbas famosas, como a de Iskender, a das Mulheres Chorosas, a Liceia, a Tabnit e muitas outras, além de uma rica seção de estatuária antiga que cobre desde o período arcaico grego até a era bizantina.
A nova ala foi construída para possibilitar uma expansão nos espaços expositivos, contando com seis pavimentos, sendo dois subterrâneos, utilizados como depósitos. Os quatro pavimentos acima são reservados para mostras temáticas: Istambul; Anatólia e Troia; Culturas-satélite da Anatólia: Chipre, Síria e Palestina; Trácia e Bitínia; Culturas-satélite de Istambul, e a seção chamada de Museu Infantil.
O Museu Arqueológico recebeu em 1991 o Prêmio dos Museus, do Conselho Europeu, por sua moderna organização.

## Museu de Antiguidades Orientais
O edifício foi erguido em 1883 por Osman Hamdi Bey para servir de sede da Escola de Belas Artes, sendo mais tarde organizado como museu com as obras produzidas na escola entre 1917 e 1935. Fechado para remodelação em 1963, abriu novamente suas portas em 1974 com uma organização modernizada e um acervo diferente. Em seus dois pavimentos são expostas obras da Anatólia, Mesopotâmia, Egito e Arábia. É de especial significância sua seção de tabuletas com escrita cuneiforme, com mais de 75 mil peças.

## Museu do Pavilhão Azulejado
O Pavilhão Azulejado óu Esmaltado (Çinili Köşk), também conhecido como Pavilhão ou Palácio de Vidro, foi construído em 1472 pelo sultão Maomé II, o Conquistador, sendo um dos mais antigos exemplos de arquitetura civil otomana ainda existentes. Foi usado como parte dos Museus Imperiais entre 1875 e 1891, e em 1953 foi reaberto com o nome de Museu Fatih, exibindo obras de arte turcas e islâmicas em geral, ora incorporadas ao Museu Arqueológico.
O pavilhão possui um pórtico de colunata, com uma êxedra decorada com azulejos esmaltados, donde seu nome. Atualmente o pavilhão é reservado para exposição de peças de cerâmica chinesas e dos períodos otomano e seljúcida, com aproximadamente 2 000 obras.
Dentre as atrações do Museu Arqueológico de Istambul estão:
- O Sarcófago de Alexandre, encontrado em Sídon
- O Sarcófago das Mulheres Chorosas (Sídon)
- A monumental Tumba Liceia
- Importante estatuária greco-romana, incluindo partes do Altar de Pérgamo
- As cabeças da Coluna Serpentina, antigamente no Santuário de Apolo em Delfos
- Peças de Troia
- Uma das únicas três tabuletas com escrita cuneiforme com o Tratado de Kadesh

## Galeria

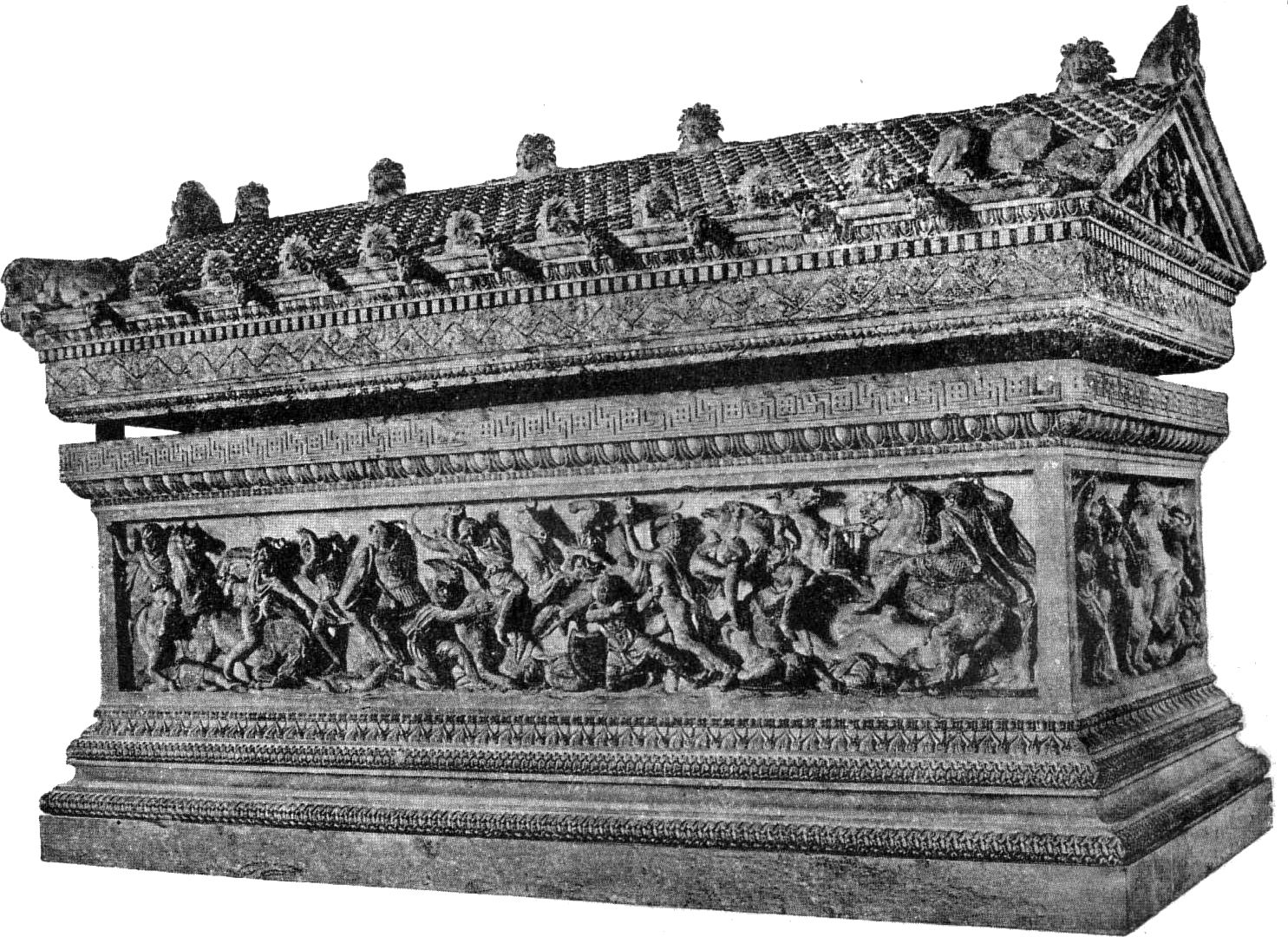
Sarcófago de Alexandre
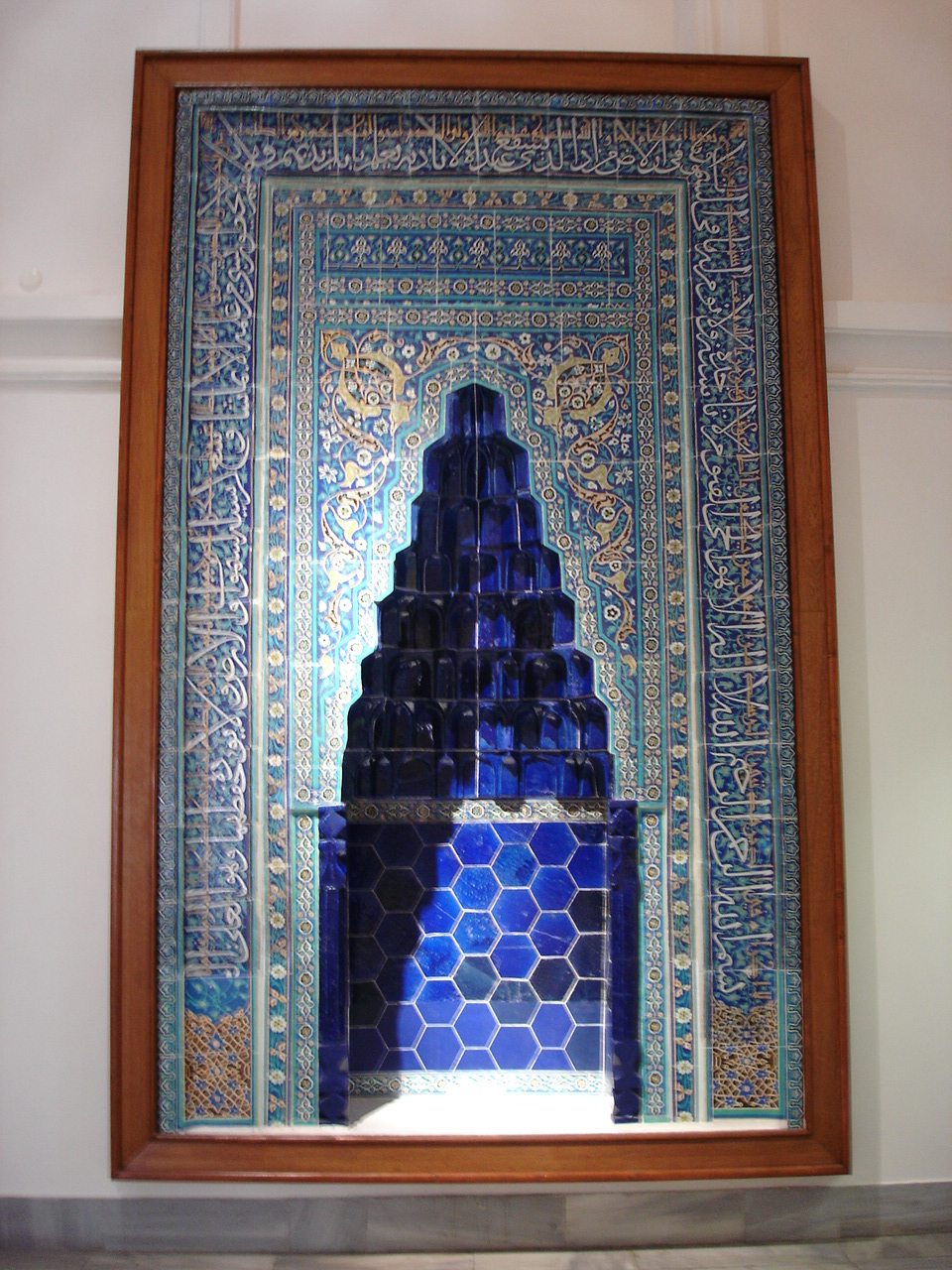
Nicho em cerâmica islâmica
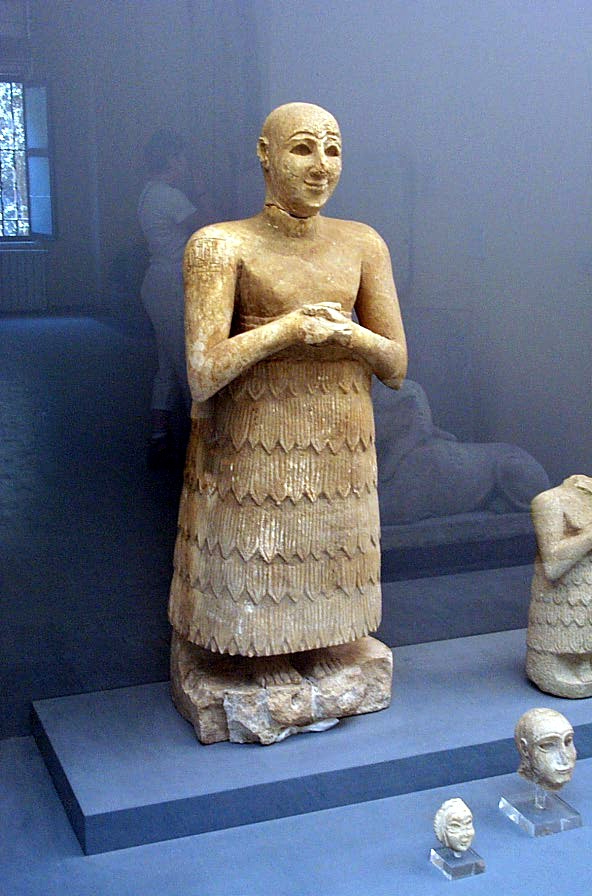
Estatueta votiva da Mesopotâmia
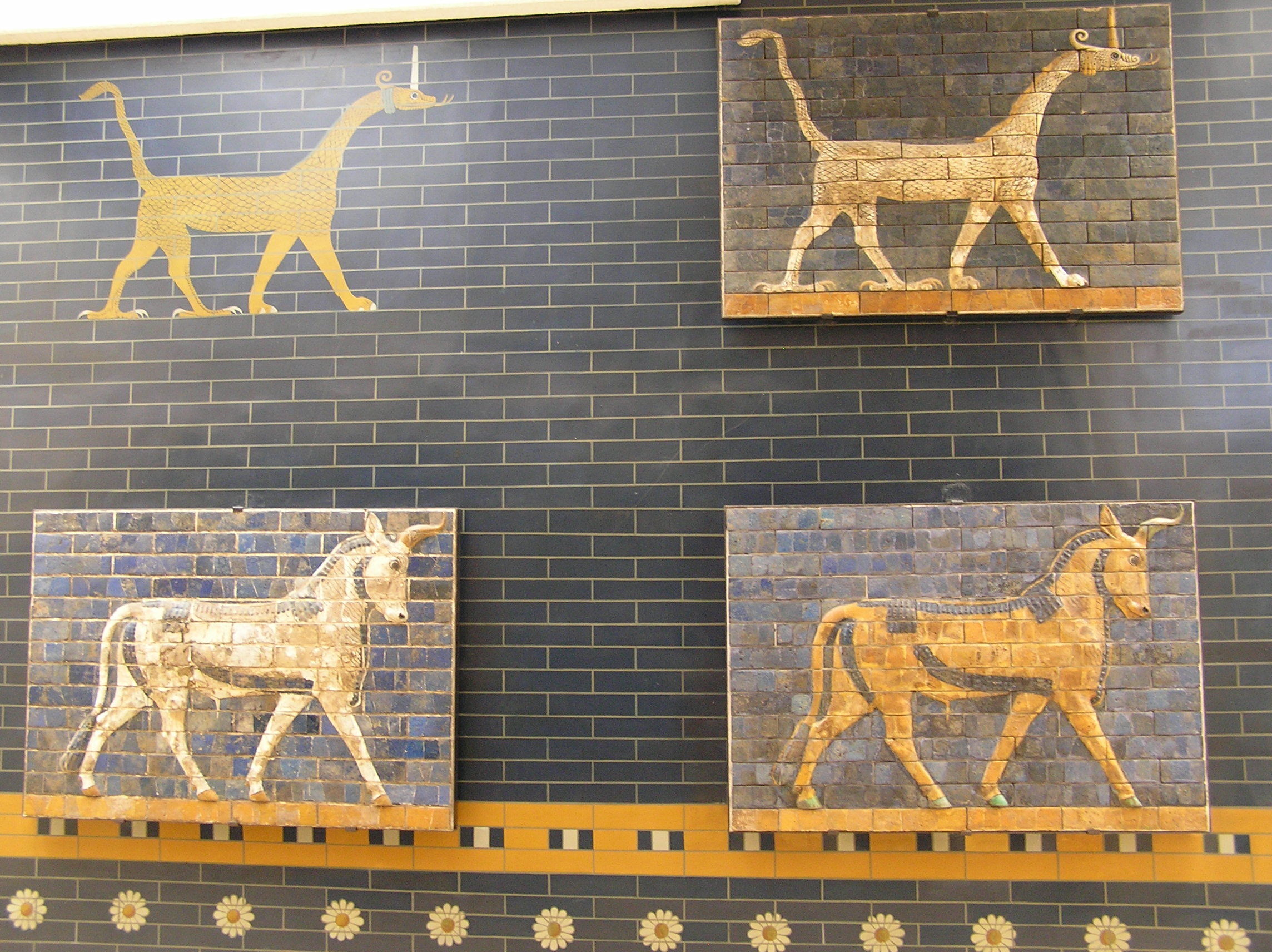
Painéis da Porta de Istar da Babilônia
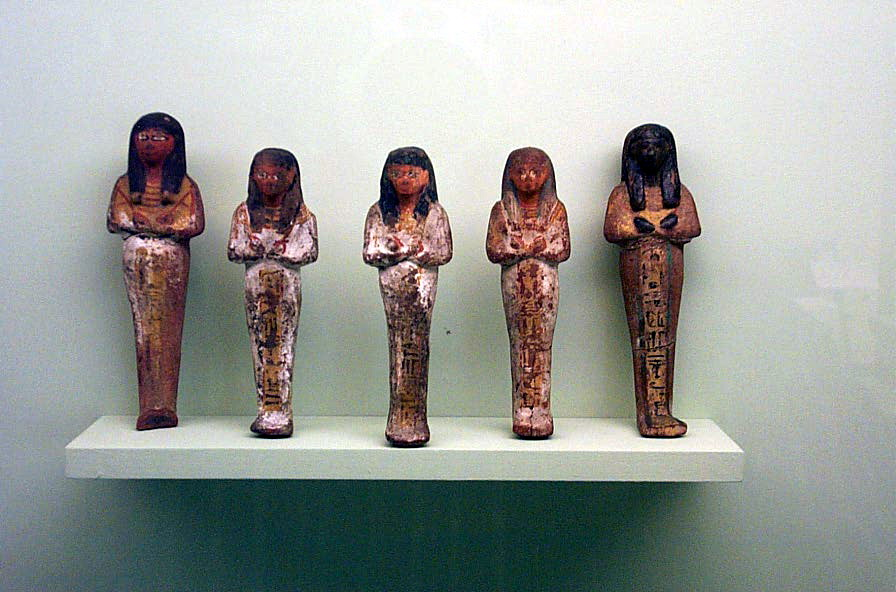
Estatuetas egípcias
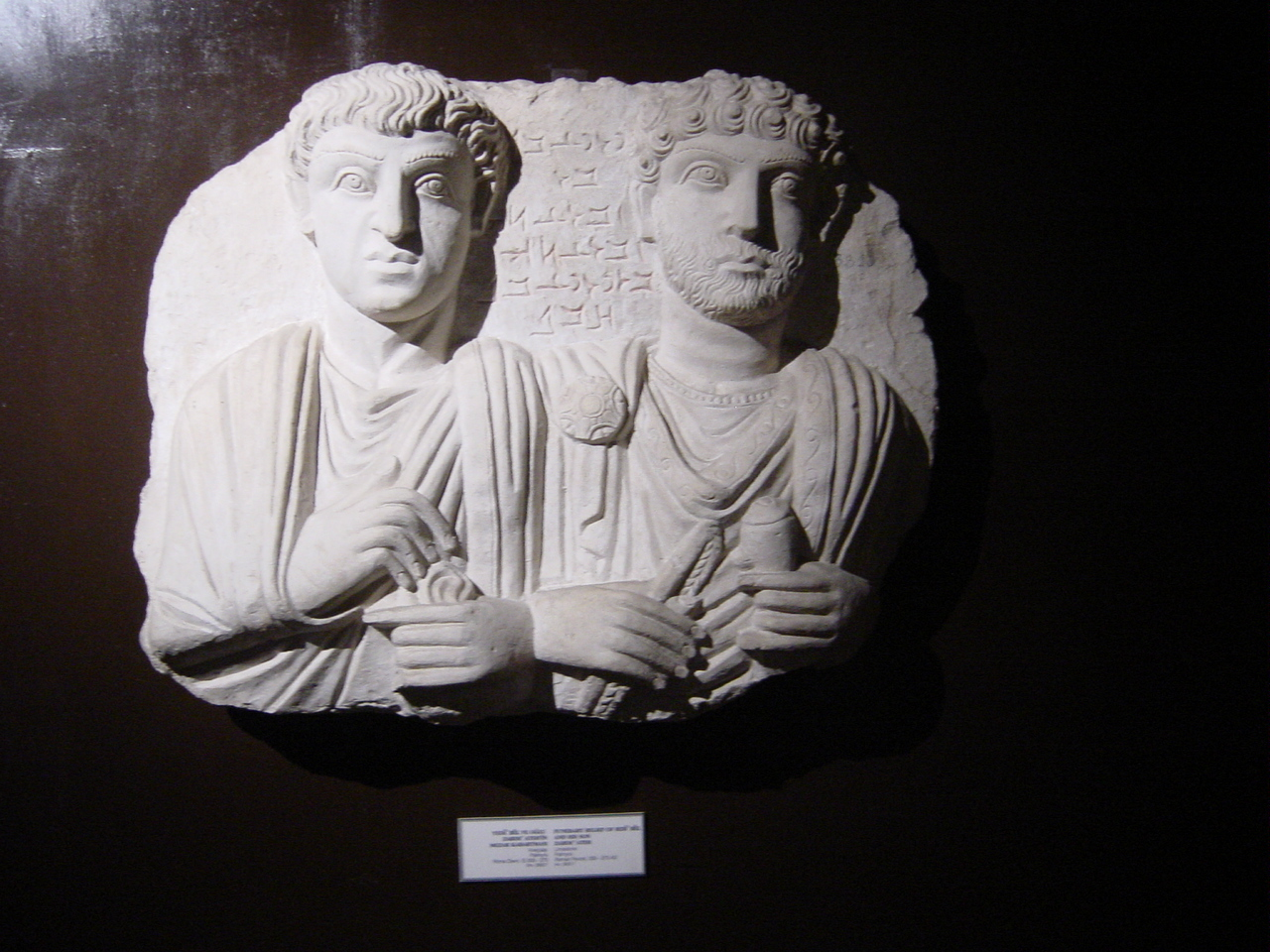
Estela funerária de Palmira
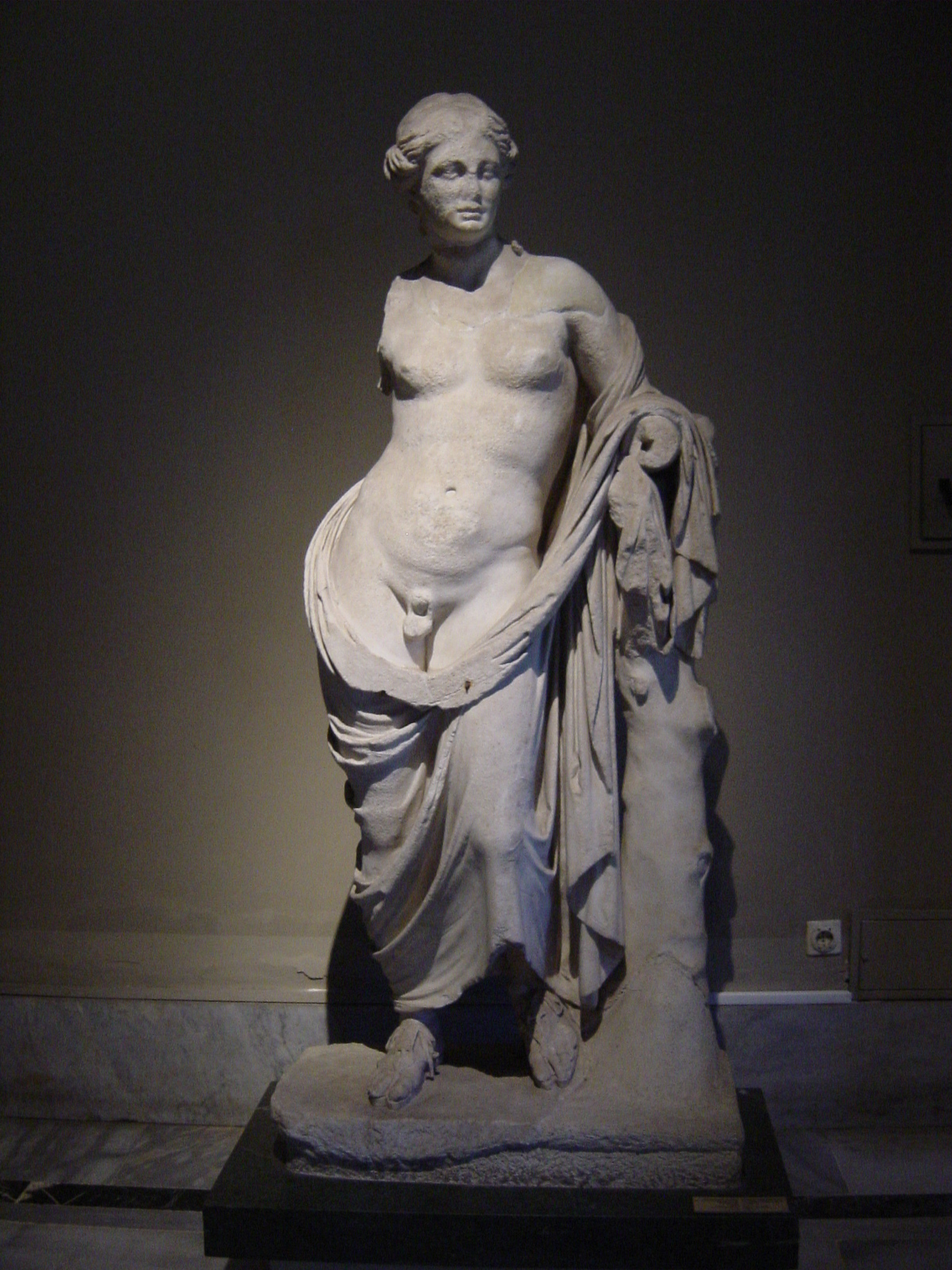
Estátua de Hermafrodito, Pérgamo
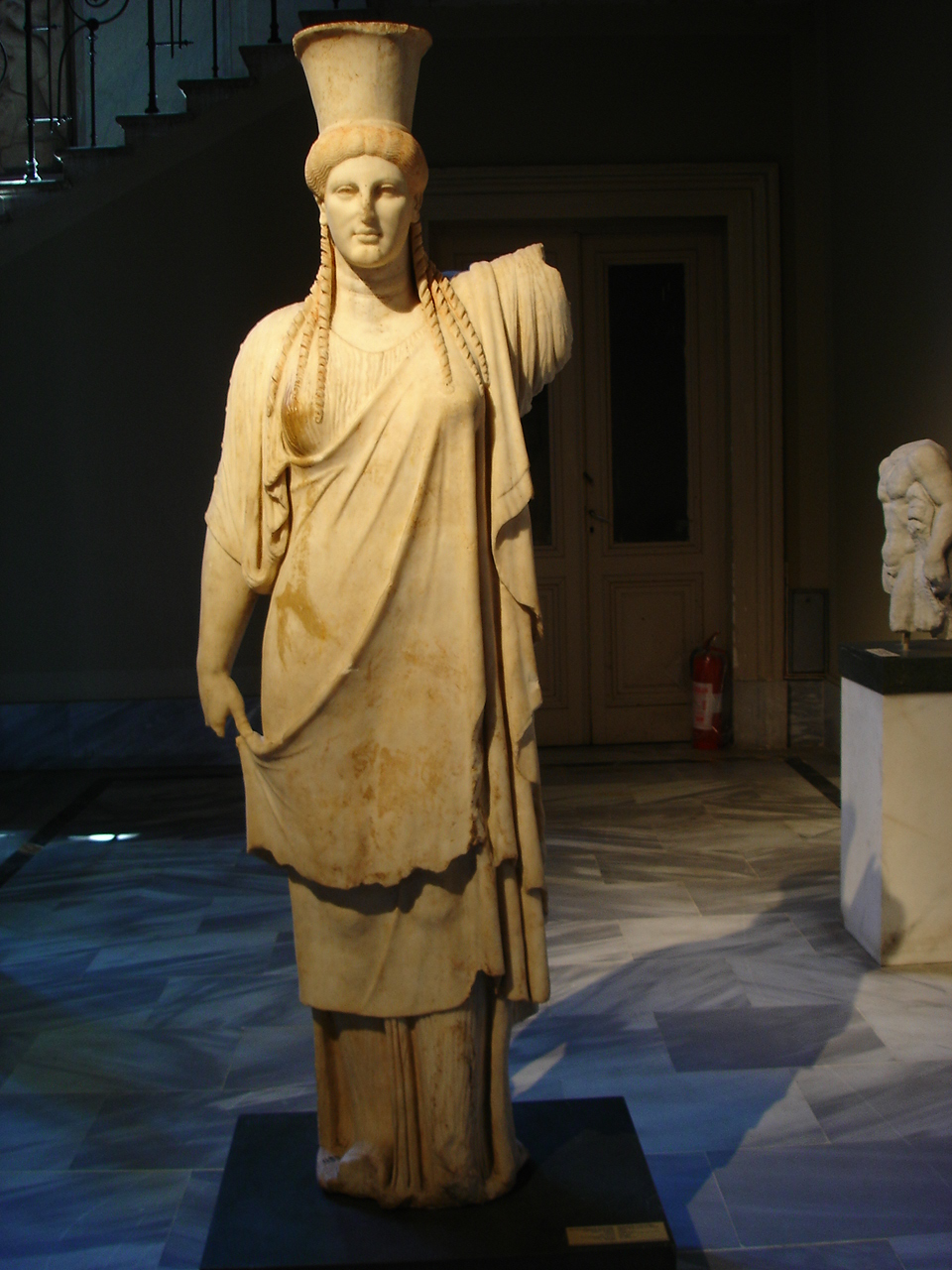
Coéfora grega
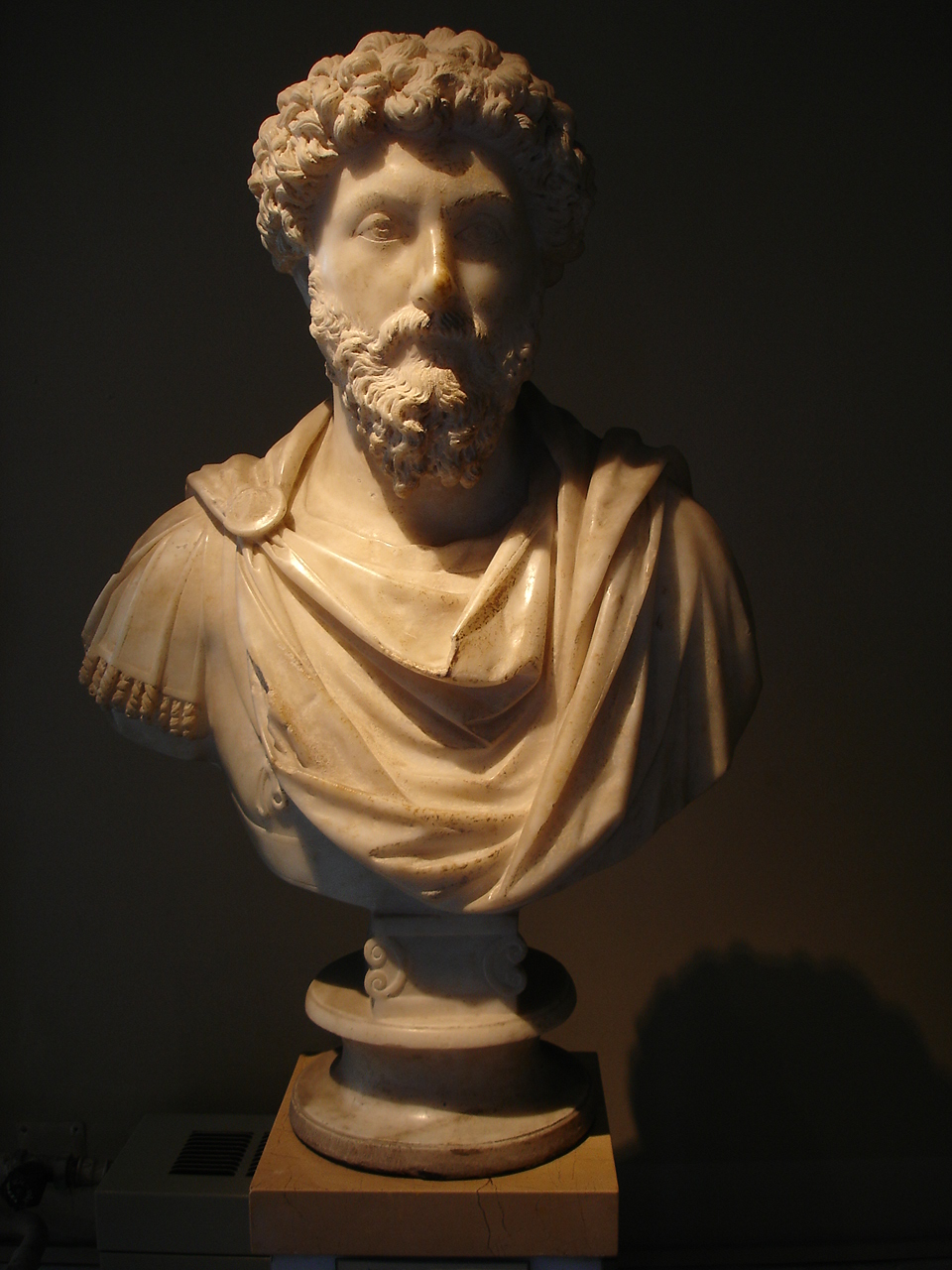
Busto de Marco Aurélio, Roma
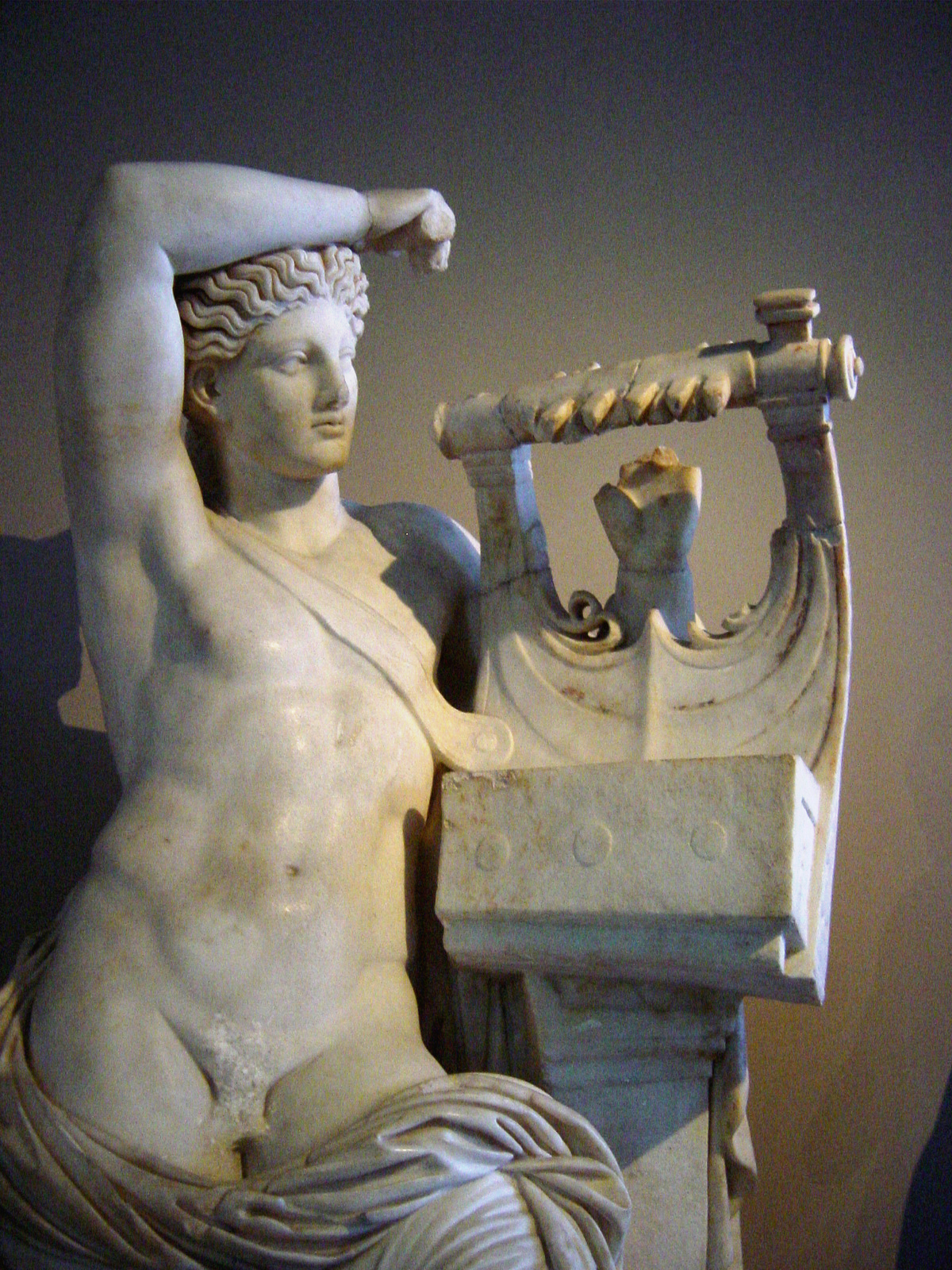
Apolo citaredo, Mileto
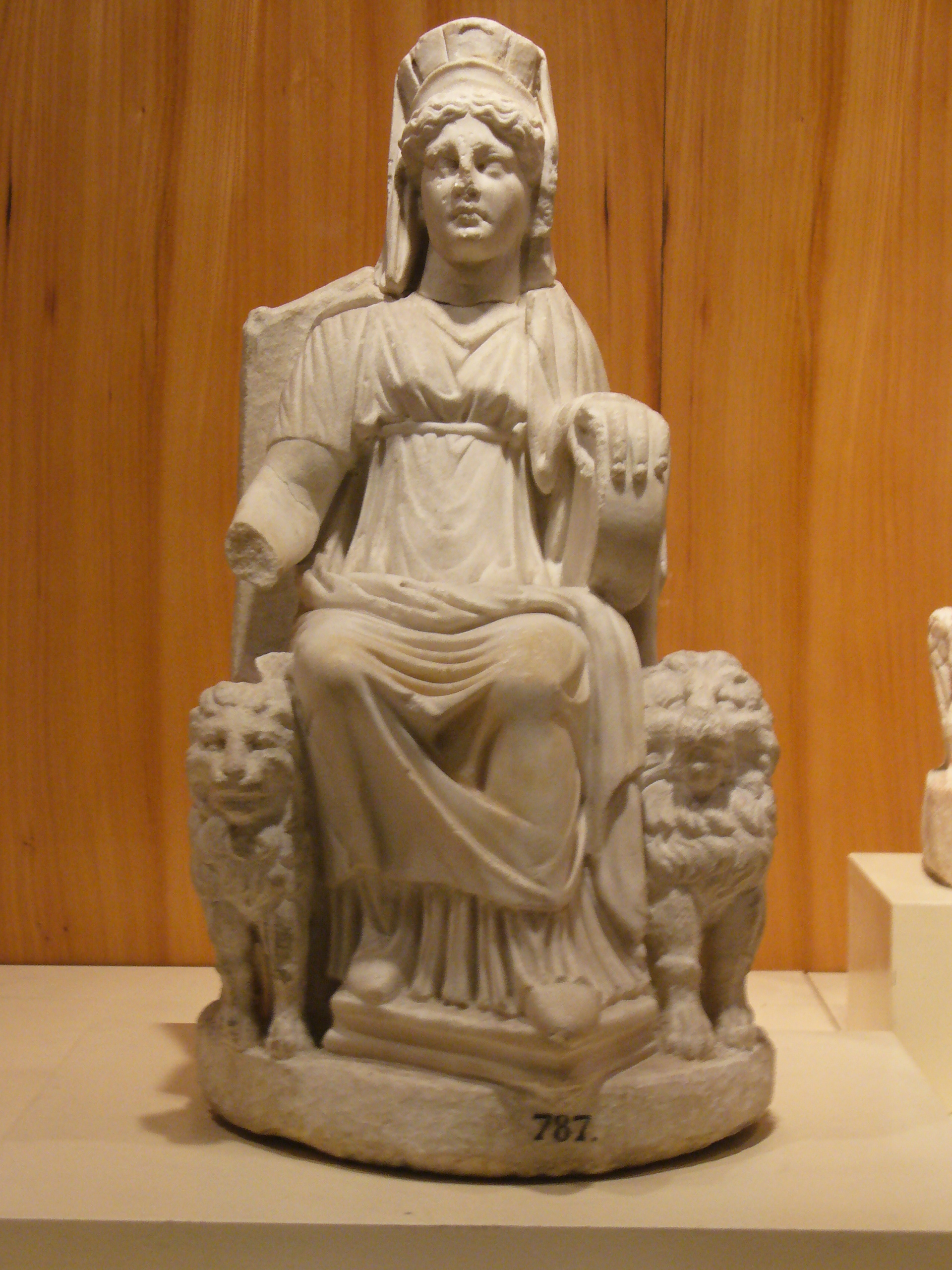
Estatueta de Cibele, Bitínia
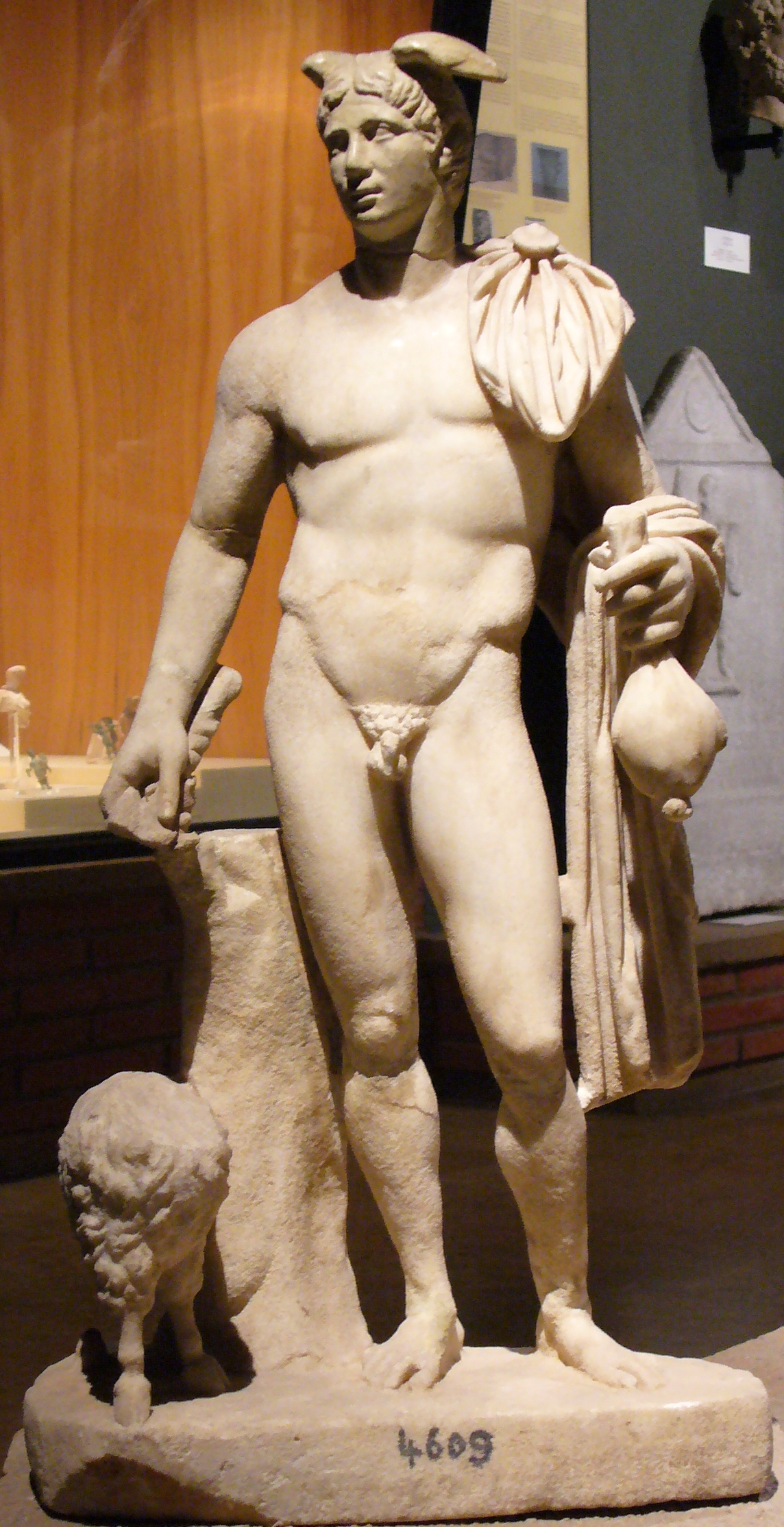
Hermes, Trácia
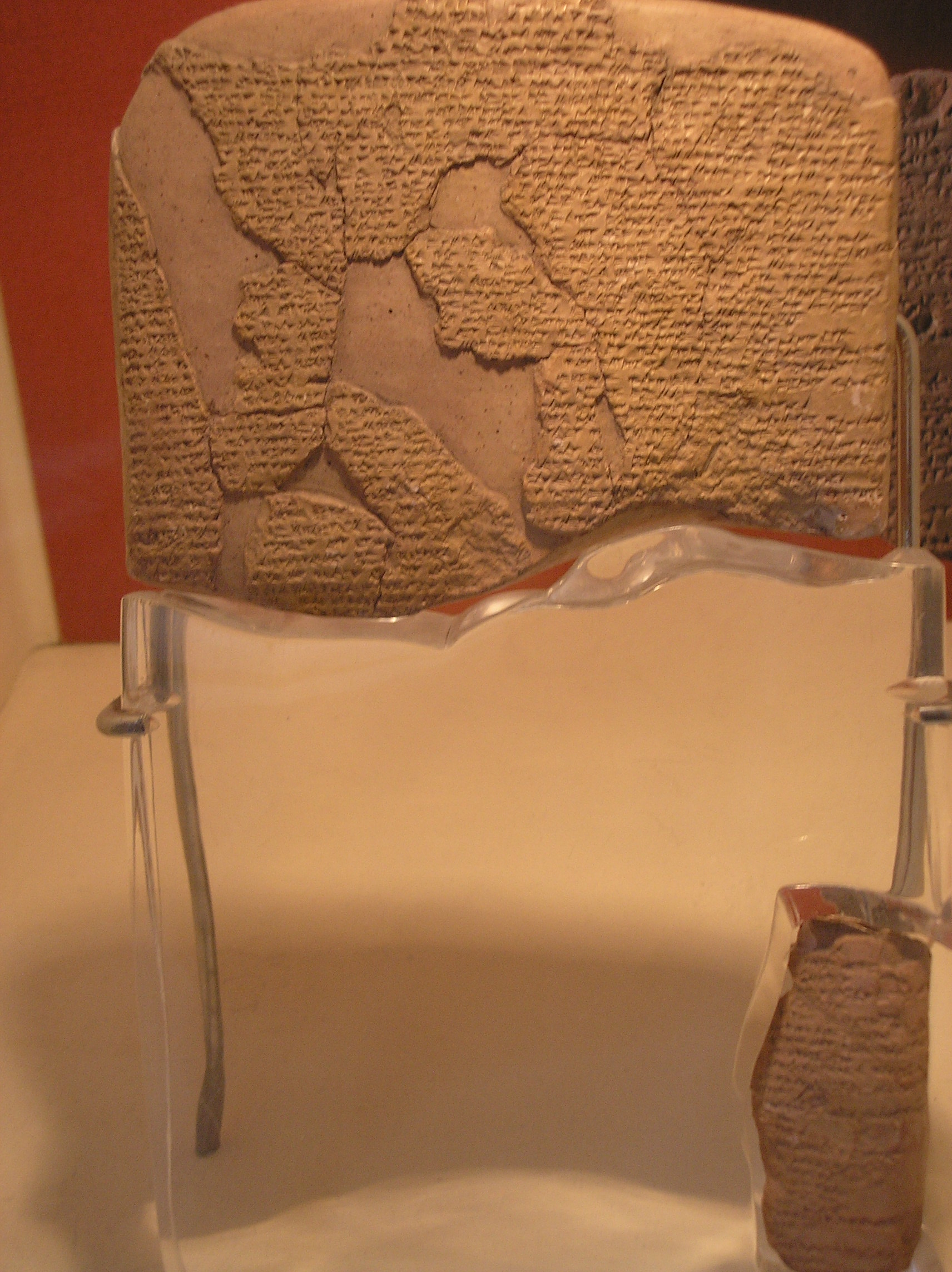
Inscrição do Tratado de Kadesh